# Indian River County
Das Indian River County ist ein County im Bundesstaat Florida der Vereinigten Staaten von Amerika. Der Verwaltungssitz (County Seat) ist Vero Beach.

## Geographie
Das County hat eine Fläche von 1.598 Quadratkilometern, wovon 294 Quadratkilometer Wasserfläche sind. Es grenzt im Uhrzeigersinn an folgende Countys: St. Lucie County, Okeechobee County, Osceola County und Brevard County.
Das County wird vom Office of Management and Budget zu statistischen Zwecken unter dem Namen Sebastian–Vero Beach–West Vero Corridor, FL Metropolitan Statistical Area geführt.

## Geschichte
Das Indian River County wurde am 30. Mai 1925 aus Teilen des St. Lucie County gebildet. Benannt wurde es nach der vorgelagerten Indian River-Lagune.

## Demografische Daten

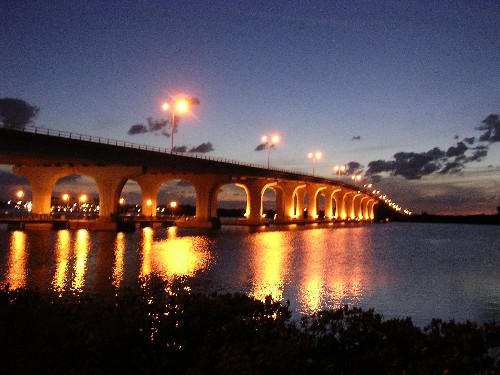
Die Barber Bridge über den Indian River bei Nacht, benannt nach Merrill P. Barber.

Nach der Volkszählung im Jahr 2010 lebten im Indian River County 138.028 Menschen in 76.433 Haushalten. Die Bevölkerungsdichte betrug 105,8 Einwohner pro Quadratkilometer. Ethnisch betrachtet setzte sich die Bevölkerung zusammen aus 84,3 % Weißen, 9,0 % Afroamerikanern, 0,3 % Indianern und 1,2 % Asian Americans. 3,6 % waren Angehörige anderer Ethnien und 1,6 % verschiedener Ethnien. 11,2 % der Bevölkerung bestand aus Hispanics oder Latinos.
Im Jahr 2010 lebten in 23,6 % aller Haushalte Kinder unter 18 Jahren sowie 43,6 % aller Haushalte Personen mit mindestens 65 Jahren. 64,3 % der Haushalte waren Familienhaushalte (bestehend aus verheirateten Paaren mit oder ohne Nachkommen bzw. einem Elternteil mit Nachkomme). Die durchschnittliche Größe eines Haushalts lag bei 2,26 Personen und die durchschnittliche Familiengröße bei 2,77 Personen.
21,0 % der Bevölkerung waren jünger als 20 Jahre, 18,2 % waren 20 bis 39 Jahre alt, 26,2 % waren 40 bis 59 Jahre alt und 34,6 % waren mindestens 60 Jahre alt. Das mittlere Alter betrug 49 Jahre. 48,4 % der Bevölkerung waren männlich und 51,6 % weiblich.
Das jährliche Durchschnittseinkommen eines Haushalts betrug 45.274 USD, dabei lebten 14,8 % der Bevölkerung unter der Armutsgrenze.
Im Jahr 2010 war englisch die Muttersprache von 85,75 % der Bevölkerung, spanisch sprachen 9,64 % und 4,61 % hatten eine andere Muttersprache.

## Kultur und Sehenswürdigkeiten

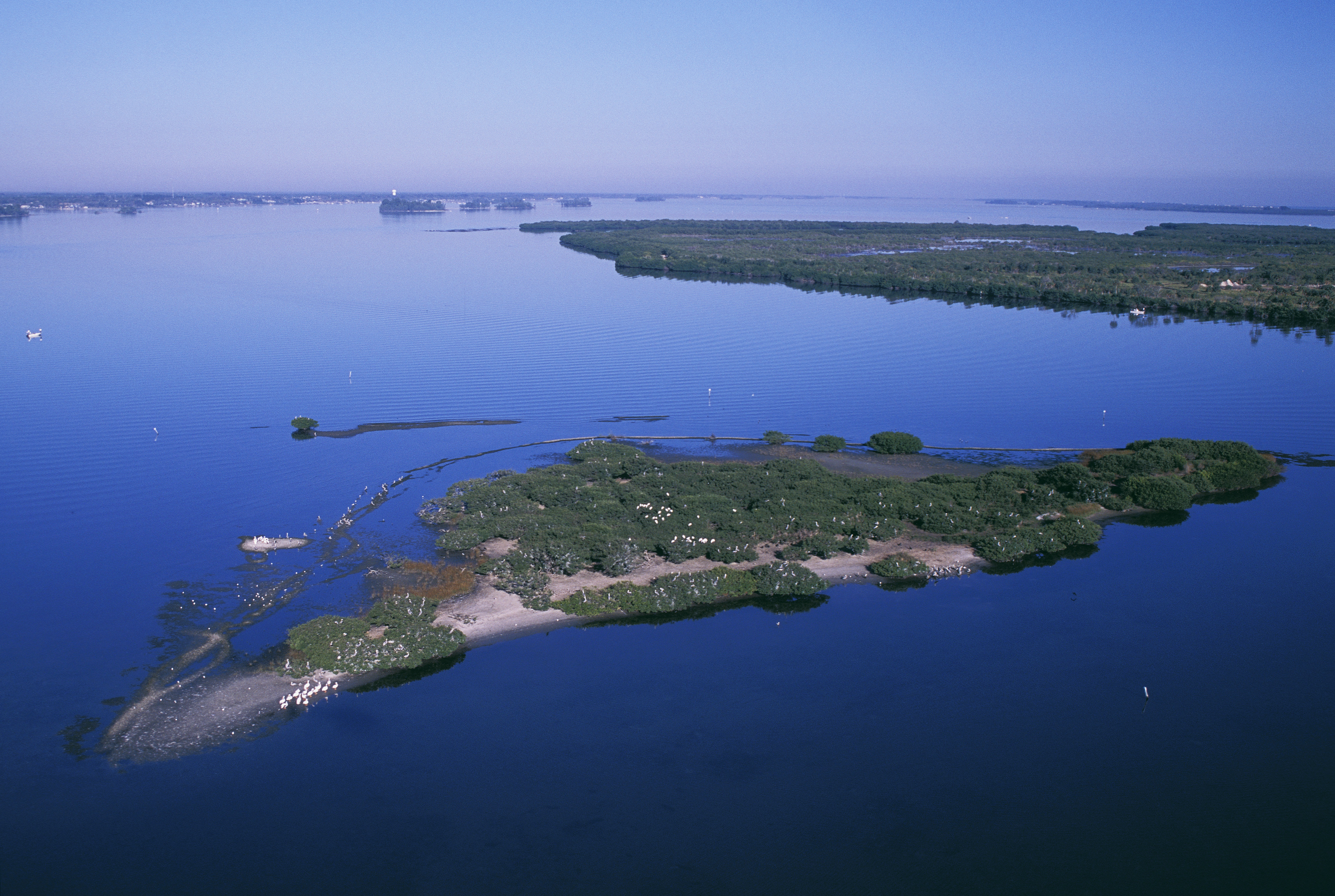
Pelican Island National Wildlife Refuge (2003). Das National Wildlife Refuge („Nationales Wildtier-Refugium“) wurde im März 1903 von Präsident Theodore Roosevelt als erstes Vogelschutzgebiet der Vereinigten Staaten ausgewiesen. Im Mai 1963 erhielt das Naturschutzgebiet den Status eines National Historic Landmarks zuerkannt. Im Oktober 1966 folgte der Eintrag in das NRHP.

30 Bauwerke, Stätten und historische Bezirke (Historic Districts) im Indian River County sind im National Register of Historic Places („Nationales Verzeichnis historischer Orte“; NRHP) eingetragen (Stand 21. Januar 2023), darunter das den Pelican Island National Wildlife Refuge den Status eines National Historic Landmarks („Nationales historisches Wahrzeichen“).

## Orte im Indian River County
Orte im Indian River County mit Einwohnerzahlen der Volkszählung von 2010:
Cities:
- Fellsmere – 5.197 Einwohner
- Sebastian – 21.929 Einwohner
- Vero Beach (County Seat) – 15.220 Einwohner

Towns:
- Indian River Shores – 3.901 Einwohner
- Orchid – 415 Einwohner

Census-designated places:
- Florida Ridge – 18.164 Einwohner
- Gifford – 9.590 Einwohner
- Roseland – 1.472 Einwohner
- South Beach – 3.501 Einwohner
- Vero Beach South – 23.092 Einwohner
- Wabasso – 609 Einwohner
- Wabasso Beach – 1.853 Einwohner
- West Vero Corridor – 7.138 Einwohner
- Windsor – 256 Einwohner
- Winter Beach – 2.067 Einwohner